# Carmen Aristegui
María del Carmen Aristegui Flores, née le 18 janvier 1964 à Mexico, est une journaliste mexicaine. 
Elle est considérée comme l'une des journalistes les plus influentes au Mexique. Elle est connue pour ses enquêtes critiques du gouvernement mexicain,,.  
Elle présente l'émission d'actualité Aristegui sur CNN en Español, et écrit régulièrement dans l'hebdomadaire Reforma. En 2015, elle est renvoyée de la radio mexicaine Radio MVS pour son activisme affiché contre la corruption.
En 2016, elle reçoit le prix 100 Women de la BBC.

## Éléments biographiques
María del Carmen Aristegui Flores naît le 18 janvier 1964 à Mexico. Sa mère, Áurea Flores García est d'origine espagnole et française ; son père, Helios Aristegui Sebastián, arrive à Mexico à 7 ans avec son grand-père José María Aristegui Laspiur et sa famille, réfugiés basques de la Guerre civile espagnole. Cette guerre marque profondément la famille de Carmen Aristegui, comme beaucoup d'autres personnes arrivées à Mexico à cette période. C'est une des raisons pour lesquelles elle décide, après ses études, de se consacrer au journalisme et à l'investigation sur des thèmes politiques et sociaux.

## Principales enquêtes journalistiques

### Prostitution
En avril 2014, Carmen Aristegui révèle dans un reportage de MVS Noticias un réseau de prostitution fonctionnant depuis plus de dix ans au sein du Partido Revolucionario Institucional (PRI) à Mexico. Ce reportage secoue l'opinion publique, les analystes et toute la classe politique mexicaine. Une reporter de Noticias MVS infiltrée dans les bureaux du PRI à Mexico dévoile ainsi, dans un enregistrement, comment les femmes sont recrutées, sélectionnées et conditionnées pour travailler dans un réseau de prostitution dirigé par Cuauhtémoc Gutiérrez de la Torre, le Président du PRI à Mexico à l'époque.

### Pédophilie dans l’Église
Elle expose également des cas d'abus sexuels commis par des prêtres sur mineurs. Le cardinal Norberto Rivera Carrera, accusé de conspiration internationale par la Cour Supérieure de Californie pour sa protection présumée du curé Nicolás Aguilar, pour sa part accusé de pédophilie, est notamment évoqué.
Carmen Aristegui enquête aussi sur la vie de Marcial Maciel, à propos de laquelle elle publie le livre Marcial Maciel: Historia de un criminal. Elle y expose les nombreux cas de pédophilie dans lequel il est impliqué, allant jusqu'à évoquer la responsabilité de Jean-Paul II et remettre en cause sa béatification. 

### Enrique Peña Nieto
Carmen Aristegui enquête à plusieurs reprises sur l'ancien Président mexicain Enrique Peña Nieto. Son équipe évoque le possible conflit d'intérêts lié à l'achat de la « Maison Blanche » du Président. En 2016, elle publie une enquête sur des occurrences de plagiat dans la thèse de licence de droit de Peña Nieto.
Le New York Times révèle en 2017 qu'elle est espionnée par le gouvernement d'Enrique Peña Nieto.  

## Prix journalistiques
- 2001 - Prix National de journalisme (partagé avec Javier Solórzano)[14]
- 2002 - Reconnu par le Centre mexicain de Philanthropie[15]
- 2002 - Club de la presse mexicaine, Prix national de journalisme[15]
- 2003 - Nommée Meilleure Présentatrice nationale[15]
- 2003 - Prix de l'Image Publique pour le Meilleur Journaliste au Niveau National[16]
- 2004 - Club de la presse mexicaine, Prix national de journalisme[17]
- 2004 - Prix national de journalisme[18]
- 2004 - Femme de l'année au Mont-Blanc[19]
- 2005 - Distinguée par l'Institut National des Langues Autochtones[15]
- 2005 - Prix National de Journalisme[20]
- 2006 - Médaille Omecihauatl de l'Instituto de las Mujeres-DF[21]
- 2006 - Prix Ondas Iberoamericano Radio, pour l'émission Hoy por hoy[22]
- 2006 - Prix du Journalisme Mexicain, décerné par le Cinquième Congrès National de la Fédération des Associations de Journalistes Mexicains, dans la catégorie interviews[20]
- 2008 - Prix María Moors Cabot de l'École de journalisme de l'Université Columbia[20]
- 2009 - Prix national de journalisme[20]
- 2010 - Prix Sor Juana Ines de la Cruz
- 2012 - Nommée Chevalier de la Légion d'honneur française[23]
- 2014 - Prix PEN Mexique[24]
- 2015 - Prix Gabriel García Marquez, pour ses recherches sur "La Maison Blanche"[25].
- 2016 - Élue parmi les BBC's 100 Women[26]
- 2017 - Choisie comme l'une des 50 "Plus grands dirigeants du monde" par le magazine Fortune[27].